# كوستين امزور
كوستين امزور (من مواليد 11 يوليو 2003) هو لاعب كرة قدم روماني محترف يلعب كظهير أيسر في نادي النصر الإماراتي معار من دينامو بوخارست.